# Eupelops absalom
Eupelops absalom är en kvalsterart som först beskrevs av Berlese 1916.  Eupelops absalom ingår i släktet Eupelops och familjen Phenopelopidae. Inga underarter finns listade i Catalogue of Life.